# Artigas (departamento)
Artigas é o departamento mais ao norte do Uruguai, localizado a 600 km aprox. de Montevidéu. Sua capital é a cidade de Artigas, vizinha da cidade brasileira de Quaraí.
Conta com uma superfície de 11.92 km², sendo o quinto mais extenso do país. Tem uma população estimada de 78.019 habitantes segundo o censo de 2004).
Localizado no Norte do território, limita ao Norte e ao Leste com o Rio Grande do Sul, do qual está separado pelo rio Quaraí; ao Sul, com o departamento de Salto e ao Oeste com a República Argentina, da qual está separado pelo rio Uruguai.
Em seu vértice noroeste encontra-se Bella Unión, cidade que recebe esse nome dado que se encontra na união do Rio Quaraí com o rio Uruguai, na fronteira do Uruguai com o Rio Grande do Sul e Argentina; isto lhe outorga uma característica especial de Tríplice Fronteira.
Conta com dois territórios, (denominados como "limites contestados" pelos mapas de geografia Uruguaios), em disputa com Brasil que são: o Rincão de Artigas e a chamada Ilha Brasileira.

## História
Região dona de um passado pre-histórico que depois se converteu em "terra de ninguém" durante o domínio espanhol e português. O predomínio inicial indígena (chanás-charrúas-guaranis) foi deslocado pelo povoamento crioulo e as posteriores colônias de imigrantes.
O departamento de Artigas foi criado por Lei de 1 de outubro de 1884, sobre território que correspondia previamente ao departamento de Salto; a partir dessa data designa-se à Villa de San Eugenio como capital, a que no ano 1915 passa à categoria de Cidade, com o nome de Artigas, capital do departamento com o mesmo nome, em homenagem ao Herói Nacional Uruguaio, José Gervasio Artigas. Vinculado ao facto esteve o coronel Carlos Lecueder, primeiro chefe Político e de Polícia de Artigas.
Sua capital Artigas surge ao finalizar a Guerra Grande com o fim de consolidar as fronteiras com Brasil, com o nome de San Eugenio do Cuareim. Foi fundada o 12 de setembro de 1852 por Dom Carlos Catalá, elegendo como melhor sitio o localizado sobre as margens do Rio Quaraí e em frente à Villa San Juan Bautista do outro lado do rio, que era um assentamento militar que se transformou depois no que é hoje em dia a cidade de Quaraí.
Com o nome de Santa Rosa do Cuareim foi fundada a atual Bela Union, depois da Guerra contra o Brasil em 1829 por Fructuoso Rivera e os guaranis refugiados das Missões Orientais que o acompanhavam. Em 1852 depois de vencer os colorados aliados do Brasil aos nacionais, o território ao norte do Quaraí foi cedido ao Brasil o qual motivou um desalojo da população. Em 1853 foi refundada com o nome de Santa Rosa da Bela União do Quareim. No ano 1929 o governo nacional com motivo do centenário da campanha das Missões, envia um projeto de lei à Câmara de Senadores, na qual estabelece o nome de Bela União, que para aquele tempo era uma Villa.

## Geografia e clima
Limita ao leste e ao norte com Brasil, e ao oeste com Argentina. As parcelas da beira do departamento com Brasil são disputadas, mas, ao contrário de muitos limites, disputas entre países latino-americanos, estes nos últimos anos não afetou adversamente nenhumas relações do Uruguai com seu vizinho gigante.
Duas regiões geoestrutural principais podem ser encontradas dentro de seus limites:
A área central e oriental, que inclui uma costa basáltica, e algumas planícies sedimentares perto do rio de Quaraí. Igualmente são encontradas na região, algumas escalas do monte, tais como a escala do monte de Belén.
A área ocidental, que consiste em uma planície aluvial estreita. Sua temperatura média é a mais elevada no todo o país (sobre 19 °C, indo tão altamente quanto 47 °C durante os meses do verão), e assim que é seus níveis da precipitação (até uma média anual de 1400 milímetros).

## Economia

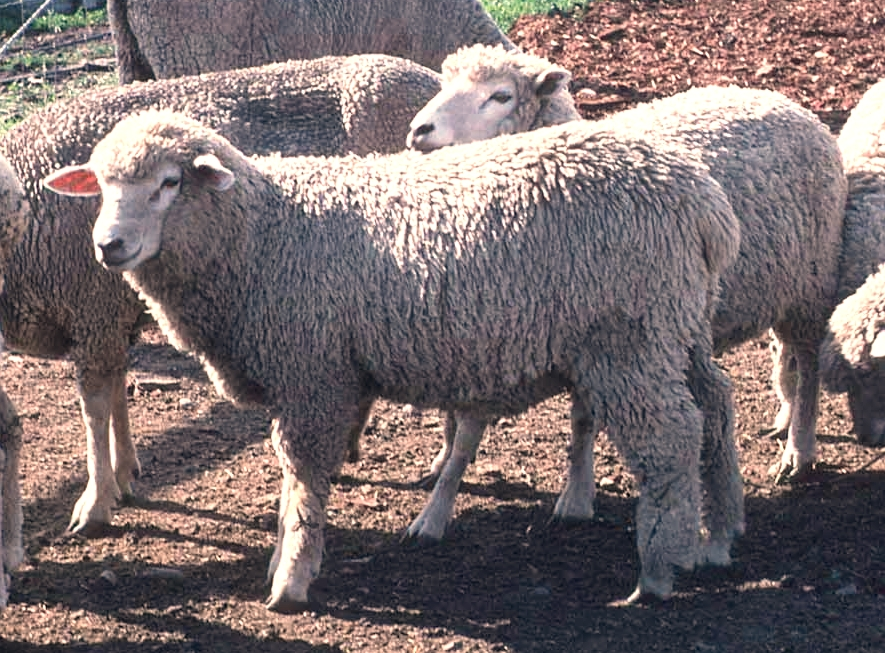
Ejemplares de raza Corriedale

O sector primário é o de maior importância na economia do departamento. Os recursos naturais determinam três atividades principais: pecuária, agricultura e extração de minerais.
A ganadería fundamentalmente, é o rubro de maior exploração em seus dois grandes áreas: carne e ganhado em pé proveniente de ovinos e bovinos, acompanhada da produção de lã. Dita explotação  realiza-se nas características ”estancias” ou em estabelecimentos rurais de diverso tipo e tamanho.
A informação de DICOSE (MGAP 2008), reafirma a característica ganadera central do departamento. Artigas apresenta um estoque de ganhado vacuno de 730.000 cabeças (mais de 6% do estoque nacional), ocupando o 7º lugar do país.
Ainda mais importante é sua posição no que se refere à ganadería ovina, ocupando o 2º lugar a nível nacional (após o departamento de Salto), com 1.400.000 cabeças ovinas (mais de 13% do estoque nacional).

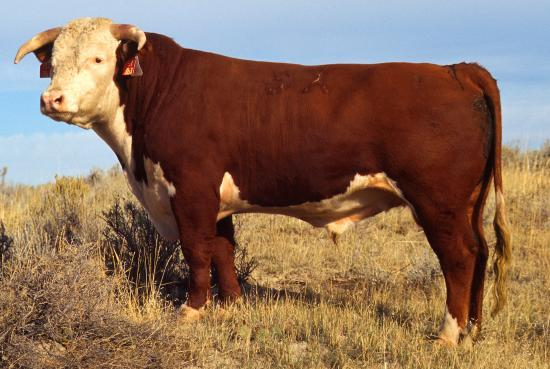
Toro de raza Hereford

Isto brinda a possibilidade de futuro da criação de um frigorífico que centralice a produção do departamento no referente ao ganhado ovino, onde se possa processar a carne e a preparar para exportação, tanto para o vizinho Brasil como para o mundo.
A produção de lana do departamento, em zafra 2004-2005, chegou aos 4.000.000 de quilos. O panorama pecuário completa-se com a lechería, contando com 160 produtores, a maioria no cinto lechero sobre a cidade de Artigas, com uma produção anual de 5.500.000 litros de leite. Este é outro sector com grande potencialidade de desenvolvimento futuro; tanto em vistas de satisfazer o consumo interno como também à exportação, ao se poder industrializar os produtos lácteos no departamento e não fosse como ocorre atualmente.

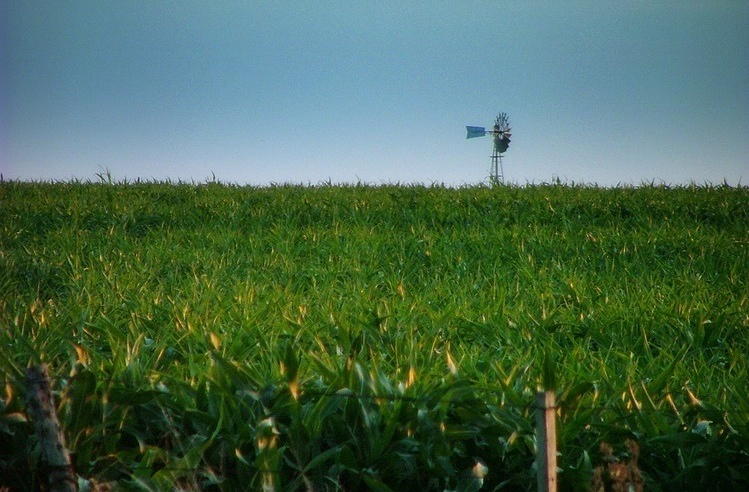
Plantaciones en Bella Unión, norte de Artigas

Na agricultura a zona Oeste do departamento tem em Bela União, a partir das agroindustrias seu pólo de desenvolvimento. Grandes extensões de terra são dedicadas ao cultivo da cana de açúcar, a que é processada depois em ALUR (ex-CALNU) para a produção de Açúcar, Biocombustibles e alimento para o ganhado. Em dita zona existe uma importante actividade dedicada à vitivinicultura (Vinhos CALVINOR) e aos cultivos de primor e congelados (hortalizas), onde 250 produtores se nuclean num cooperativo telefonema CALAGUA, marca famosa a nível nacional.
Cabe assinalar que devido ao clima, os solos baixos e as possibilidades de risco por inundação se favorece a produção de arroz em Artigas, cultivo que aumentou por 10 o área destinada a sua plantio nos últimos 20 anos, estando entre os principais produtores nacionais de dito grão (2°-3° posto a nível nacional de produção anual).
Na mineração existem na cuenca do ribeiro Catalão yacimientos de pedras semipreciosas, sobretudo Agatas e Amatistas, de excelente qualidade reconhecida a nível internacional. Estas pedras encontram-se em cavidades internas de rochas basálticas que se chamam “geodas”. Para a extração das geodas utiliza-se escassa maquinaria, e a produção efetua-se em pequenas oficinas de talhado de tipo artesanal.
Isto põe a Uruguai e mais especificamente ao departamento de Artigas entre os principais produtores mundiais de ditos minerais. Exporta-se principalmente à União Europeia e a China.
A atividade industrial caracteriza-se pelo talento açucareiro de ALUR, processamento de arroz em moinhos repartidos por todo o departamento (parte da produção de arroz de SAMAN prove de dito departamento), talhado de pedras semipreciosas, curtiembres, congelado de frutas e verduras.
Destaca no setor serviços, os "FREE SHOPS", na cidade de Artigas e em Bela Union, possibilitando o denominado "Turismo Econômico", principalmente de brasileiros.

## Turismo
Entre seus atrativos turísticos encontram-se: a Pedra Pintada e sua reserva de fauna autónoma a 15 km da capital, o parque sobre o rio Quaraí denominado Passeio 7 de Setembro onde se encontra o Estádio Matías González; enquanto nas cercanias de Bela União encontram-se: a Barra, o Parque Geral Rivera, e o balneário Os Pinos sobre o Rio Uruguai.
Menção especial merece o Carnaval de Artigas, o qual destaca por sobre outros carnavais do Uruguai, devido ao vinculo com o Samba Brasileiro, contagiando-se de seu ritmo, cor e diversão. Entre 20 a 30 mil pessoas coincidem a presenciar a cada ano, sendo o pilar em atração turística do departamento.
Outro ponto de futura atração turística são suas águas termais, as quais até a data não foram exploradas comercialmente, mas apresentam grande potencial devido à triplice fronteira: Uruguai-Brasil-Argentina.

## Poupulação e Demográficos
Até à data do recenseamento de 2004, havia 78.019 povos e 21.907 agregados familiares no departamento. O tamanho médio do agregado familiar era de 3.2. Para cada 100 mulheres, havia 100.4 homens.
- Taxa de nascimento: 19.36 povos nasceram/1,000 (2004)
- Taxa do falecimento: 7.46 dos povos morreram/1,000
- Expectativa da natalidade (2004):

## Principais Centros Urbanos
Cidades com 1.000 ou mais habitantes  - dados do recenseamento de 2004:
| Cidade/Vila     | População |
| --------------- | --------- |
| Artigas         | 41,687    |
| Bella Unión     | 13.187    |
| Tomás Gomensoro | 2,818     |
| Baltasar Brum   | 2,472     |
| Las Piedras     | 2,164     |
| Pintadito       | 1,487     |